# Anthrenus rufipes
Anthrenus rufipes is een keversoort uit de familie spektorren (Dermestidae). De wetenschappelijke naam van de soort werd in 1826 gepubliceerd door Sturm.